# 拉里·弗林特
小拉里·克拉克斯顿·弗林特（英語：Larry Claxton Flynt, Jr.，/flɪnt/，1942年11月1日—2021年2月10日）是一位美国企業家，拉里·弗林特出版集团总裁。2003年，英国的《竞技场》将他评为“色情行业最有权力50人”中的第一人。
拉里·弗林特旗下的出版集团主要出版的是色情录像和杂志，其中最知名的就是月刊《好色客》。他为此已经打过了好几场涉及美利坚合众国宪法第一条修正案的知名官司，并曾试图竞选公职但最终没有成功。1978年时他遭到一人枪击导致终身瘫痪，之后虽然有一人声称是枪手，但一直都没有为此受审:170-171。

## 生活和事业

### 早年生活
拉里·弗林特出生于肯塔基州的马戈芬县，他的父亲老拉里·克拉克斯顿·弗林特（Larry Claxton Flynt, Sr.，1919年8月16日—2005年7月1日）是一位佃农和一位二战退伍老兵，母亲叫艾迪丝·阿奈特（Edith Arnett，1925年8月13日—1982年3月29日）。他有一个4岁时就夭折了的妹妹朱迪（Judy，1947—1951），还有一个弟弟吉米·雷·弗林特（Jimmy Ray Flynt，1948年6月20日生）。老拉里曾于二战期间加入美国陆军、远赴欧洲战场，所以弗林特完全是由他的母亲和外祖母养大的:12。
弗林特出身穷困，而且宣称大萧条时期的马戈芬是全国最穷困的一个县。1951年，他的妹妹朱迪因身患白血病而去世，这还导致他的父母在一年后离婚，拉里与母亲去了印第安纳州，而他的弟弟吉米则与外祖母一起待在马戈芬县。两年后，拉里回到马戈芬县和父亲住在一起，因为他不喜欢妈妈的新男友:12。

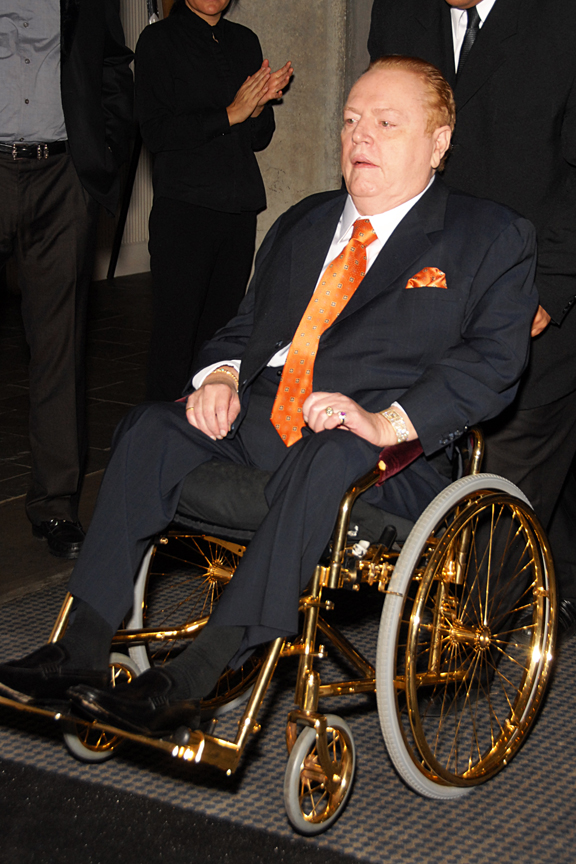
拉里·弗林特的镀金轮椅，摄于2009年11月14日

弗林特曾短暂进入当地高中（今天的马戈芬县高中）就读9年级，但是年仅15岁的他离家出走了，而且使用一个假的出生证明加入了美国陆军:16-17，这段时间他迷上了打扑克。由于是和平时期，军队最终决定让他光荣退役。他回到印第安纳州的妈妈身边，并且在一家内陆制造工厂找到工作，这家工厂是通用汽车公司的附属机构；但是，由于工会方面原因，仅仅三个月后他就被下岗了:21。
弗林特再次回到肯塔基州，并曾短暂地做过贩卖私酒的勾当，不过当他得知县里的副警长正在找他后就中止了:22-23。靠着不多的积蓄又过了两个月后，他又于1960年7月加入美国海军，并成为企业号航空母舰上的一名雷达操作员，并曾参与过收回约翰·格伦太空舱的任务:38。1964年7月，他再次光荣退役。

### 初次创业
1965年初，弗林特从积蓄中拿出1800美元买下了他妈妈位于俄亥俄州代顿的一个名叫Keewee的酒吧。将之重新装修后，酒吧很快就可以每星期为他赚到1000美元，于是他又用这些钱买下了另外两个酒吧。弗林特每天工作近20个小时，并通过服用安非他明来保持清醒:56，酒吧中喝醉的顾客常常打架斗欧，他也不得不上前将其分开。
之后，弗林特决心要开一个再高档次的新酒吧，并且也将成为这一地区的第一个有女舞者裸体演出的场所，他将之命名为好色客俱乐部。从1968年开始，在弟弟吉米和之后成为他妻子的脱衣舞女奥尔西亚·弗林特的帮助下，拉里在俄亥俄州的阿克伦、克利夫兰、辛辛那提、哥伦布和托莱多各开了一家好色客俱乐部，这些俱乐部很快就带来了每年26至52万美元的收益。他还收购了代顿的一家名为《单身汉的节拍》（“Bachelor's Beat”）的特许经营小报社并经营了两年后售出。此外，他也关闭了亏本的自动售货机业务:81。

### 《好色客》杂志
1972年3月，弗林特创办了《好色客通讯》，一份4页的黑白出版物，这份出版社大受其顾客欢迎，于是5月时他就将之扩充到了16页，并在1973年8月扩充到了32页。1973年的第一次石油危机导致美国经济进入衰退，好色客俱乐部也收入锐减。弗林特要么在已经欠债的基础上再次融资，要么就只能宣布破产。他决定将《好色客通讯》发展为色情杂志并在全国发行。
1974年7月，第一期《好色客》杂志出版了。虽然杂志最初的几期并没有引起较大的反响，但在一年以内就成功实现了非常好的收益，弗林特也因此得以付清了其欠下了税款:88-95。
1974年11月，《好色客》上出现了第一个“粉红镜头”，以照片公开展示女性的外阴部位:91。这样的内容引起了很大的争议，包括一些分销商都认为这样的照片太过火，并威胁要将其从市场上撤出，弗林特为此不得不亲自与许多人对这一问题进行交涉。
之后不久，一个狗仔队找上门来，提供了一张前美国第一夫人，约翰·F·肯尼迪总统的妻子杰奎琳·肯尼迪在1971年一次度假在做日光浴时被拍下的裸照。弗林特付给他们18000美元买下了这张照片并刊登在1975年的一期杂志上:98-99。这期杂志引起了广泛的关注，仅在几天时间里就售出了100万份。成为百万富翁的弗林特花37万5000美元买下了一套豪宅。

### 枪击
1978年3月6日，弗林特和他的律师小吉恩·里维斯（Gene Reeves, Jr.）刚刚从格威纳特县一个法庭出来，两人被一名身份不名的狙击手击中，弗林特的脊椎受到了永久性的损伤从此下半身瘫痪，必须依靠轮椅才能行动。白人优越主义连环杀人犯约瑟夫·保罗·富兰克林多年后供认了这起枪击，声称他是因为看到《好色客》上刊登的跨种族色情照片而震怒。目前他因另一起谋杀案定罪而被判死刑，并且还从来没有因为这起枪击事件受审。而弗林特也发表声明表示他相信富兰克林的说法，一些警官也表示认同。弗林特的伤执导致他持续不断且难以忍受的疼痛感，这导致他服用止痛药上瘾，直到进行了多次手术切除了受影响了神经后才逐渐恢复。他还曾因服用药物过量而导致中风，之后虽然恢复，但从此也患上了发音困难的毛病。

### 个人生活
拉里·弗林特一共结过5次婚，其中前三次都是离婚，第4任妻子奥尔西亚·弗林特则是因艾滋病于1987年去世。1998年他与伊丽莎白·贝诺斯结婚至今。他一共有4个女儿和一个儿子。
1977年时，在当时的美国总统吉米·卡特的妹妹露丝·卡特·斯特普尔顿的影响下，弗林特成为了一位福音神学基督徒。他表示自己获得了重生，但是由于之后的枪击事件，这种信仰只持续了一年。他继续出版杂志，并誓要“将《好色客》送给上帝”:166。并从此宣布自己是一位无神论者。
弗林特的长女托尼亚·弗林特-维加（Tonya Flynt-Vega）成为了一位基督教反色情活动家后，两人断绝了关系。她曾在1998年的一本书中声称父亲在她还是个孩子时曾对她有过性虐待行为。但弗林特否认了这一指控，并且声称自己拥有女儿通过测谎的录音，承认自己是为了钱而作出这一指控。
1994年弗林特买下了一架Gulfstream II型喷气机，这架飞机曾在电影《性书大亨》中使用过。1994年，他又买了一架更先进的Gulfstream IV型喷气机。此外，因枪击瘫痪的他还身受躁郁症的折磨。

## 企业帝国
1970年，拉里·弗林特在俄亥俄州的辛辛那提、克里夫兰、托莱多和阿克伦经常了8家脱衣舞俱乐部。1974年7月，他在原本用来为俱乐部做广告的《好色客通讯》基础上出版了第一期《好色客》杂志，杂志第一年的发行状况并不理想，这部分是由于许多经销商和批发商认为杂志上的裸露照片越来越露骨。这本杂志主要针对工薪阶层，其发行量之后也逐渐上升，销售额接近50万美元（相当于2012年300万美元），而1975年8月出版的带有由狗仔队拍摄的前第一夫人杰奎琳·肯尼迪裸照的一期则引起了轰动。
《好友客》经常刊登一些其它同类型杂志（如《花花公子》）不会刊登而且更具争议性的照片，比如一个绞肉机中的裸体女人或是女人做出类似狗在撒尿的姿势等。不过弗林特则表示，绞肉机的图片本身就是对色情业本身的一种批评。

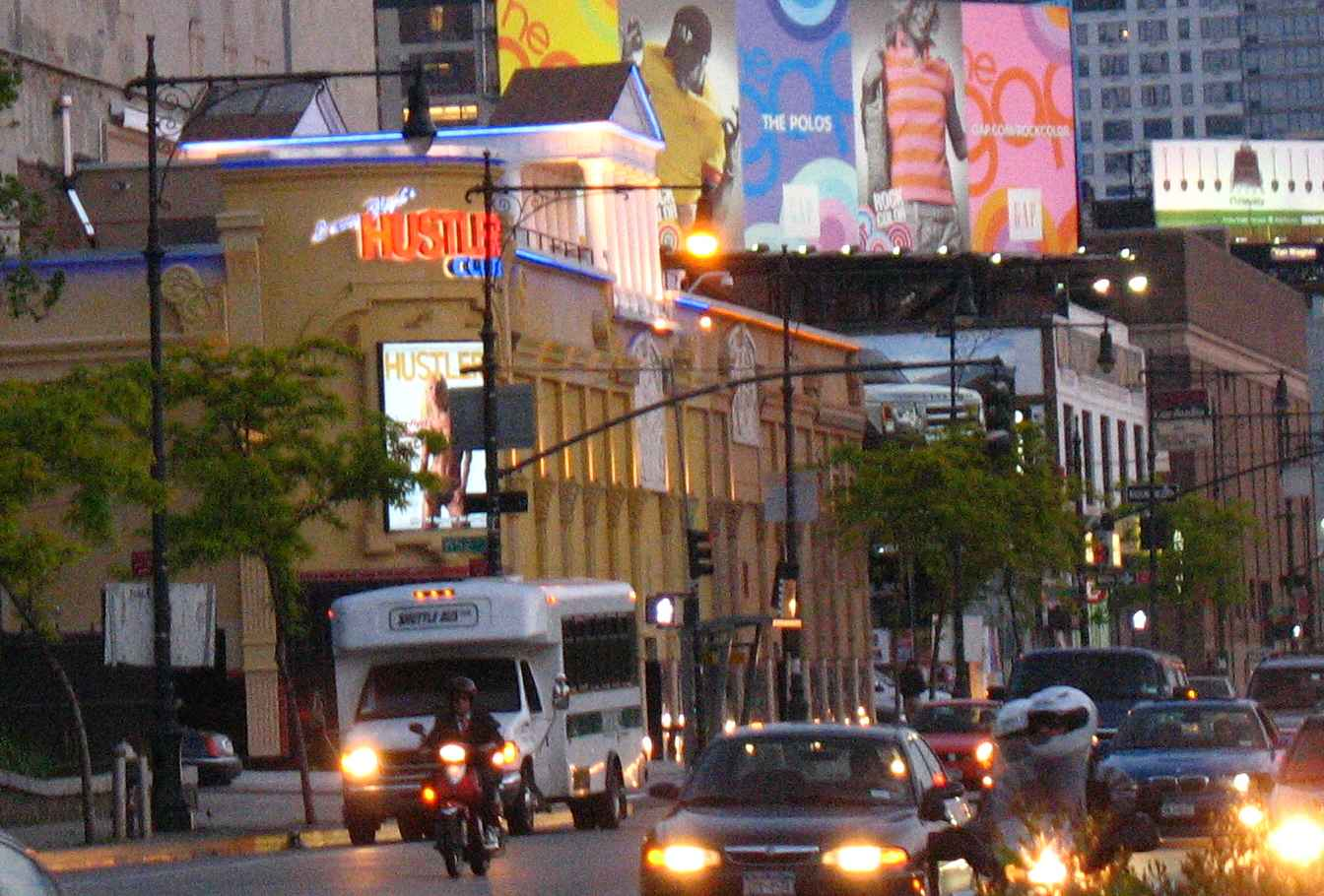
位于纽约曼哈顿第52街以西的好色客俱乐部

1976年，他私人控股的拉里·弗林特出版集团成立，该集团还出版并控制发行其它的一些杂志。
1986年起，集团开始经营色情杂志以外的内容，但在1996年起又转让了发行权和几个主流杂志。1998年，拉里·弗林特出版集团开始制作色情电影，并在2003年收购了VCA制片公司。
2000年7月22日，弗林特在洛杉矶市郊的加迪纳开办了好色客赌场。
除此之外，拉里·弗林特还于1974年创办了一本名叫《勉强合法》的杂志，这本杂志上专门刊登以刚刚18岁的女性为主的色情内容，这是可以拍摄色情照片、电影的最低合法年龄。

## 政治
拉里·弗林特是一位民主党人，不过他曾试图以共和党人的身份参加美国总统选举。弗林特还对调查约翰·F·肯尼迪遇刺案的华伦委员会提出了强烈的批评，并曾悬赏100万美元奖励提供线索找到真凶的人。他还曾试图将对自己的暗杀企图与肯尼迪遇刺案联系起来。2003年，拉里·弗林特是2003年加利福尼亚州州长的候选人，并自称是“没人在乎的小煤贩子”（“smut peddler who cares”），最终他在135位候选人中名列第7位。
弗林特曾多次在公开辩论揭露保守派或共和党政客的性丑闻，并且在1998年的克林顿弹劾案期间，他也悬赏100万美元寻找证据，并之后在《弗林特报告》（“The Flynt Report”）中出版。这直接导致了即将成为众议院议长的鲍勃·利文斯顿宣布辞职。2007年，他再次针对约瑟夫·明顿·阿曼（Joseph Minton Amann）和汤姆·布鲁尔（Tom Breuer）悬赏100万美元，并在之后出版了《裤子消失的兄弟：保守派性丑闻指南》（“The Brotherhood of Disappearing Pants: A Field Guide to Conservative Sex Scandals”）。
2003年，拉里·弗林特购买了曾被伊拉克军队俘虏，之后在伊拉克一家医院成功被美军解救而被媒体视为英雄人物凯旋回国的女兵杰茜卡·林奇的裸照。不过弗林特也表示他永远都不会公布这些照片，称林奇是沦为“一颗政府棋子”的“好孩子”。2004-2005年，他是反对伊拉克战争团体的一位支持者，并且也坚定地支持同性恋人权和同性婚姻。
2012年9月7日，拉里·弗林特再次悬赏100万美元给提供共和党总统候选人米特·罗姆尼退税计划信息的人。9月10日，这一悬赏在《今日美国》和《华盛顿邮报》上各刊登了两整页的广告。

## 相关作品
1996年，弗林特出版了自传《一个不体面的人：我做为色情狂、权威人士和社会弃儿的一生》（ISBN 978-0787111786）。
1996年，米洛斯·福尔曼执导，奥利弗·斯通等制片，根据拉里·弗林特的真实经历改编的电影《性书大亨》上映，伍迪·哈里森在片中扮演弗林特，而拉里自己则也在片中出演了俄亥俄州的一位曾将他送进监狱的法官。这部影片获得了包括柏林电影节金熊奖和第54届金球奖最佳导演奖在内的多项大奖。
2008年Joan Brooker-Marks推出了一部由其执导纪录片，目前已经发行了DVD：《拉里·弗林特：孤独的正确者》（英語：Larry Flynt: The Right to Be Left Alone）。
由拉里·弗林特和哥伦比亚大学历史教授大卫·艾森巴赫共同编撰的小说《一个性之下的国度》（“One Nation Under Sex”）。